# Даница Вученић
Даница Вученић (Зрењанин, 7. октобар 1967) српска је новинарка и водитељка.

## Биографија
Даница Вученић је дипломирала новинарство на Факултету политичких наука Универзитета у Београду. Новинарством се бавила током студија као сарадник у емисији "Нико као ја" на Другом програму Радио Београда, ту је радила до 1990. године.
Највећи део новинарске каријере, тринаест година, провела је на Б92, где је више година била ауторка емисије „Кажипрст”, а пре тога и уредница Дневника и редакције радија.
Неколико година је била дописница Радија Слободна Европа из Београда, али га напушта услед НАТО бомбардовања Србије, заједно са другим београдским колегама, који су сматрали да је неприкладно примати плату америчког Конгреса у то време.
У војвођанском јавном сервису РТВ Војводине водила је емисију „Један на један“. Због те емисије су представници СНС-а, односно власти, одлучили да је бојкотују, након позивања Оље Бећковић у емисију, а Даница је због таквог понашања дала отказ и напустила новинарство. Поводом отказа је изјавила:
„Сматрам да на тај начин не могу професионално да обављам свој посао као водитеља јавног сервиса, јер је мој посао да поставим питања и тражим одговоре од свих учесника јавног и политичког живота. Моја идеја професионалног новинарства је у колизији са стањем у коме се налазим својом емисијом. Сада сам утерана у једностраност и нећу у томе да учествујем. Зато одлазим“.— Даница Вученић
Даница се након две године, на позив Бранкице Станковић, вратила у тим Инсајдера.
Ауторка је више документарних филмова и добитница бројних награда. Неке од награда су „Витез позива“ са образложењем да „је на најбољи начин помирила свој професионални позив и савест“, награде за етику и храброст „Душан Богавац“, као и „Освајање слободе“ коју додељује Фондација „Маја Маршићевић Тасић“. Награда се додељује женама за допринос у раду и унапређењу људских права, владавине права, демократије и толеранције у политичкој комуникацији. Савет за борбу против корупције Даници је доделио награду "Верица Бараћ", која се додељује за допринос у борби против корупције.
Радила је на ТВ емисији у продукцији Агенције Фонет "Квака 23" и подкасту "У микрофон" на порталу Истиномер.
Од 2021. године прелази на телевизију Н1 и води емисију "Иза вести".
Живи у Београду са ћерком Ивом.